# Begonia pierrei
Begonia pierrei là một loài thực vật có hoa trong họ Thu hải đường. Loài này được Gagnep. mô tả khoa học đầu tiên năm 1919.